# Kostonjärvi
Kostonjärvi är en sjö i Finland. Den ligger i kommunen Taivalkoski i landskapet Norra Österbotten, i den nordöstra delen av landet, 600 km norr om huvudstaden Helsingfors. Kostonjärvi ligger 231,6 meter över havet. Den är 17 meter djup. Arean är 43,69 kvadratkilometer och strandlinjen är 71,1 kilometer lång. Sjön  ingår i Ijo älvs huvudavrinningsområde.   Den sträcker sig 17,0 kilometer i nord-sydlig riktning, och 12,4 kilometer i öst-västlig riktning.
I övrigt finns följande i Kostonjärvi:
- Keminsaari (en ö)
- Lammassaari (en ö)
- Kallosaari (en ö)
- Pöllänkari (en ö)
- Petäjäsaari (en ö)
- Lehtosaari (en ö)
- Joutsensaari (en ö)
- Jungansaari (en ö)
- Selkäsaari (en ö)

I övrigt finns följande vid Kostonjärvi:
- Inkeenjärvi (en sjö)
- Kuoliojoki (ett vattendrag)
- Kynsijoki (ett vattendrag)
- Porojoki (ett vattendrag)
- Poroperä (en vik)
- Siiranjoki (ett vattendrag)